# 春見しんや
春見 謙心（旧春見しんや　1984年3月14日 - ）は、日本の俳優である。

## 人物
- 出身：茨城県
- 身長：176センチ
- 血液型：B型

舞台映像の俳優。
殺陣振付け、監督、活動している。

## 出演

### 映画
- 『東京大学物語』（2006年）
- 『日本沈没』（2006年）

### テレビ
- テレビ朝日『悪党〜重犯罪捜査官』第5話（2011年）
- CX『リッチマン、プアウーマンinニューヨーク』（2013年）
- 『猫侍SEASON２』第7話（2015年）

※BSNHK時代　『剣樹抄』出演
※BS NHK 時代劇『善人長屋』アクションアシスタント出演

### 舞台
- 『お花屋さん〜愛の言葉〜』
- 『バンクバンレッスン』 - 主演
- 『真夏のちょっとコワイ話（第17 BH研究開発部）』
- 『ハナレウシ』（2007年）
- 『魚人街』
- 『遙かなる時空の中で〜舞一夜〜』（池袋サンシャイン劇場）
- 『GOLDEN TRASH』 - 高原 役
- 『TAKE-MITSU』 - アツヒト 役
- 『サムライモード』（天王洲銀河劇場）
- 『遙かなる時空の中で〜舞一夜〜再演』
- 『VERSUS』 - 行定けいた 役
- 『遙かなる時空の中で〜朧草紙〜』（池袋サンシャイン劇場）
- 『BARAGA鬼-ki-』（全労済ホール スペース・ゼロ） - 藤堂平助 役
- 『アンジェラ』 - フェルナンド 役
- 『遙かなる時空の中で〜朧草紙〜再演』
- 『湯河原ドリフターズ』 - SIDE B：木村達也 役
- 『MARIONETTES』 - 竹内リョウ 役
- 『ガーネット オペラ』（シアタークリエ） - 長宗我部元親 役
- 『BARAGA鬼-ki-再演』（全労済ホール スペース・ゼロ） - 藤堂平助 役
- 『渾沌鶏-マロカレタルトリ-』 - 常陸坊海尊 役
- 『23分後-THE WORLD 23 MINUTES LATER-』（吉祥寺シアター） - 田村芳樹 役
- 『吹雪の中でワルツ』 - 温水雄一郎 役
- 朗読劇『大切な人〜私の家族が見た戦争〜』 - 4役
- 『ギャングアワー』 - 鮫洲 役
- 『思いの鳥』 - 渡辺守 役
- 『半おに戦奇譚 AMAGI改』（六行会ホール） - 月光 役
- 『満天のパティシエ』 - 松本 役
- 『VERSUS〜バーサス〜』 - 山口竜二 役
- 『自分が嫌いになる、その前に。』 - ハヤセ 役
- 『クリスマスの悪夢』 - バーテンダー / 和幸 役
- 『リーゼント総理』 - 安住ノブオ 役
- 『フクロウガスム』 - ver.Izabell：コキンメ 役
- 『顔と罰-イケメン×ブサイク学園戦争-』 - キッコー 役
- 『Freak box –RE : turns-』 - 源左衛門 役
- 『獏、降る』 - 岩松 役
- 『近づく星の光うるわし』 - 有村 役
- 『海を渡って～女優貞奴～』（三越劇場） - 船員 役
- 『リバースヒストリカ ver.inuccoro』 - 高杉（柴田勝家） 役
- 『彼女が服を着た理由』 - 強 役
- 『Life Shot』 - ジェームス・アンダーソン 役（ゲスト出演）
- 『白キ肌ノケモノ』（中目黒キンケロ・シアター） - 相良図書 役
- 『気ままなゴーストにご用心』 - Aチーム：黒い男 役
- 『Freak Box –the : FAINAL-』 - 源左衛門 役
- 『Thunder Lightning Boy』 - ゲスト出演
- 『HATTORI半蔵』（築地本願寺ブティストホール） - 風魔コタロウ 役
- 『エデンズロック』（新宿村LIVE） - ベニート・殺し屋 役
- 進路劇『もう18歳』 - 五郎丸 役
- 進路劇『はじめくん』 - はじめ 役
- 『鴟梟-sikyo-』 - 野摺 役
- 『役者、坂本龍馬。』 - 千葉道場門弟 / 江戸の詩人、伊達宗徳、岡田以蔵 役
- 『HATTORI半蔵II』（築地本願寺ブティストホール） - 筧ジュウゾウ 役
- 『GAME〜欲動〜』 - ユーリ（教授） 役
- 『ご町内デュエル』 - 山県 役
- 『紅き谷のサクラ〜幕末幻想伝　新選組零番隊〜』（銀河劇場）
- 『BattleButler』（六行会ホール） - 美作智輝 役
- 『記憶ダイバー・シュリ』 - 後藤司局長 役
- 『スクール オブ カースト』 - 謎の男 役
- 進路劇『はじめの一歩』 - はじめ 役
- 『たおれてもたおれても』 - 主演：村上浩介 役
- 『ボクの12支紳士〜絵本の中のワンダーランド〜』（座・高円寺2） - 嫉妬ボーイ 役
- 『ティアムーン帝国物語 THE STAGE』（2020年9月9日-13日、新宿LIVE）- ジェム 役[1]